# ألان باكلي
ألان باكلي (بالإنجليزية: Alan Buckley)‏ هو لاعب كرة قدم ومدرب كرة قدم بريطاني في مركز الهجوم، ولد في 20 أبريل 1951 في منسفيلد ‏ في المملكة المتحدة. لعب مع برمنغهام سيتي ونادي تاموورث ونادي ستوربريدج ونادي والسول ونوتينغهام فورست.

## وصلات خارجية
- ألان باكلي على موقع قاعدة بيانات كرة القدم.إي يو (الإنجليزية)
- ألان باكلي على موقع Soccerbase.com (مدرب) (الإنجليزية)